# 24509 Joycechai
24509 Joycechai este un asteroid din centura principală de asteroizi.

## Descriere
24509 Joycechai este un asteroid din centura principală de asteroizi. A fost descoperit pe 20 ianuarie 2001 la Socorro, New Mexico, în cadrul proiectului LINEAR. Asteroidul prezintă o orbită caracterizată de o semiaxă mare de 2,36 ua, o excentricitate de 0,18 și o înclinație de 1,5° în raport cu ecliptica.